# ケニー・ベイカー
ケニー・ジョージ・ベイカー（Kenny George Baker, 1934年8月24日 - 2016年8月13日）は、イギリス・バーミンガム出身の俳優。彼の身長は112cmであり、『スター・ウォーズシリーズ』のR2-D2役を演じたことで有名である。

## 来歴
ジョージ・ルーカスが1977年に『スター・ウォーズ』でのR2-D2役のためにベイカーを採用した時、ベイカーはジャック・パービスと一緒にサーカスやキャバレーに出演していた。『スター・ウォーズ』への出演により世界的なスターとなり、多数の映画やテレビに出演するようになった。
C-3PO役のアンソニー・ダニエルズと共に、『フォースの覚醒』までのシリーズ7作品に出演している。しかし、常にC-3POのスーツを着けて演じていたダニエルズに対し、R2-D2は作品途中より専らラジコン等での遠隔操作が中心となり、ベイカーが直接R2-D2を演じる機会は少なくなった。こうした「過酷度の違い」からベイカーとダニエルズは撮影中、不和であった。ダニエルズもウマが合わなかったことを素直に認めている。なお、『ジェダイの帰還』においてベイカーはR2-D2の他、イウォークの1人を演じており、エンドロールでは2回クレジットされている。
ベイカーと彼の妻はともに小人症であるが、彼らの2人の息子はそうでない。
近年は呼吸器系統の病気を患い闘病生活を続けていたが、2016年8月13日に自宅で亡くなり、親族によって死去が確認された。81歳没。
C-3POを演じたダニエルズも追悼メッセージをTwitterに投稿した。

## 主な出演作品

### 映画
- スター・ウォーズ Star Wars （1977年）
- スター・ウォーズ エピソード5/帝国の逆襲 Star Wars Episode V: The Empire Strikes Back （1980年）
- エレファント・マン The Elephant Man （1980年）
- フラッシュ・ゴードン Flash Gordon （1980年）
- バンデットQ Time Bandits （1981年）
- スター・ウォーズ エピソード6/ジェダイの帰還 Star Wars Episode VI: Return of the Jedi （1983年）
- アマデウス Amadeus （1984年）
- ラビリンス/魔王の迷宮 Labyrinth （1986年）
- スター・ウォーズ エピソード1/ファントム・メナス Star Wars Episode I: The Phantom Menace （1999年）
- スター・ウォーズ エピソード2/クローンの攻撃 Star Wars Episode II: Attack of the Clones （2002年）
- 24アワー・パーティ・ピープル 24 Hour Party People （2002年）
- スター・ウォーズ エピソード3/シスの復讐 Star Wars Episode III: Revenge of the Sith （2005年）
- スター・ウォーズ/フォースの覚醒 Star Wars: The Force Awakens （2015年）